# مطار أبو رديس
مطار أبو روديس هو مطار يقع في مدينة أبو روديس بجنوب سيناء، مصر. وهو مطار خاص لشركات البترول والتعدين العاملة بالمدينة الواقعة علي جنوب خليج السويس الغني بحقول النفط الخام مثل بلاعيم بحري.